# RTL Zwei
RTL Zwei este un canal german de televiziune generalist comercial, proprietate privată. În 2012, canalul a avut o cota de piată de 4% în rândul telespectatorilor în vârstă de peste trei ani. Este deținut de RTL Group S.A., Heinrich Bauer Verlag KG, Tele München Fernseh GmbH & Co. Medienbeteiligung KG, Burda GmbH.